# Presidente con birrete
Un presidente con birrete (en francés: président à mortier), era el presidente de la cámara de los parlamentos regionales o departamentales en el antiguo régimen francés.
Cada parlamento estaba presidido por un "primer presidente", nombrado por el rey, y se dividía en varias cámaras: cámara civil, cámara penal, cámara comercial, cámara de comercio marítimo, etc. La más prestigiosa de estas cámaras era la llamada "Grand'Chambre".
Al presidente de cada cámara se lo denominaba como el président à mortier, del nombre de “mortier” (un birrete de terciopelo negro con bordes dorados).
El Dictionnaire Universel de Furetière especifica que en la época de Luis XIV, había diez président à mortier en el Parlamento de París, incluido el primer presidente.
El cargo de président à mortier es venal, es decir, libremente adquirible y transferible, bajo la condición de pagar un impuesto de transferencia al soberano. Sin embargo, para ocupar un cargo, uno debe ser aprobado por el parlamento mediante un examen jurídico. Por tanto, el despacho está teóricamente reservada a los titulares de títulos universitarios en leyes. El cargo confiere, tras veinte años de ejercicio, nobleza hereditaria, pero este sistema de herencia significaba que la mayoría de las veces solo lo ejercían personas que ya eran nobles.

Adornos exteriores de presidentes con mortero en el..

En el sistema judicial contemporáneo, el equivalente de esta función dentro de los tribunales de apelación es la de "primer presidente de la cámara".

## Heráldica
Los présidents à mortier tenían su escudo de armas de la siguiente manera:
- con un manto escarlata forrado de armiño,
- conformado como manto ducal,
- con los ganchos de oro en el hombro,
- coronado por un toque de terciopelo negro (con una sola cinta de oro para los presidentes y 2 cintas de oro para los primeros presidentes),
- el mortero colocado en una corona ducal.

Es Pomponne II de Bellièvre, marqués de Grignon, (1606-1657), primer presidente con mortero en el Parlamento de París, quien introdujo el escudo en forma de ducal en los brazos de los présidents à mortier.

### Abrigos y tocas

Abrigo de presidente con mortero en el siglo XVIII
Escudo del presidente con mortero y marqués siglo XVIII
Escudo de mortero presidente y conde siglo XVIII
Abrigo de presidente con mortero y barón en el siglo XVIII

## Dibujo

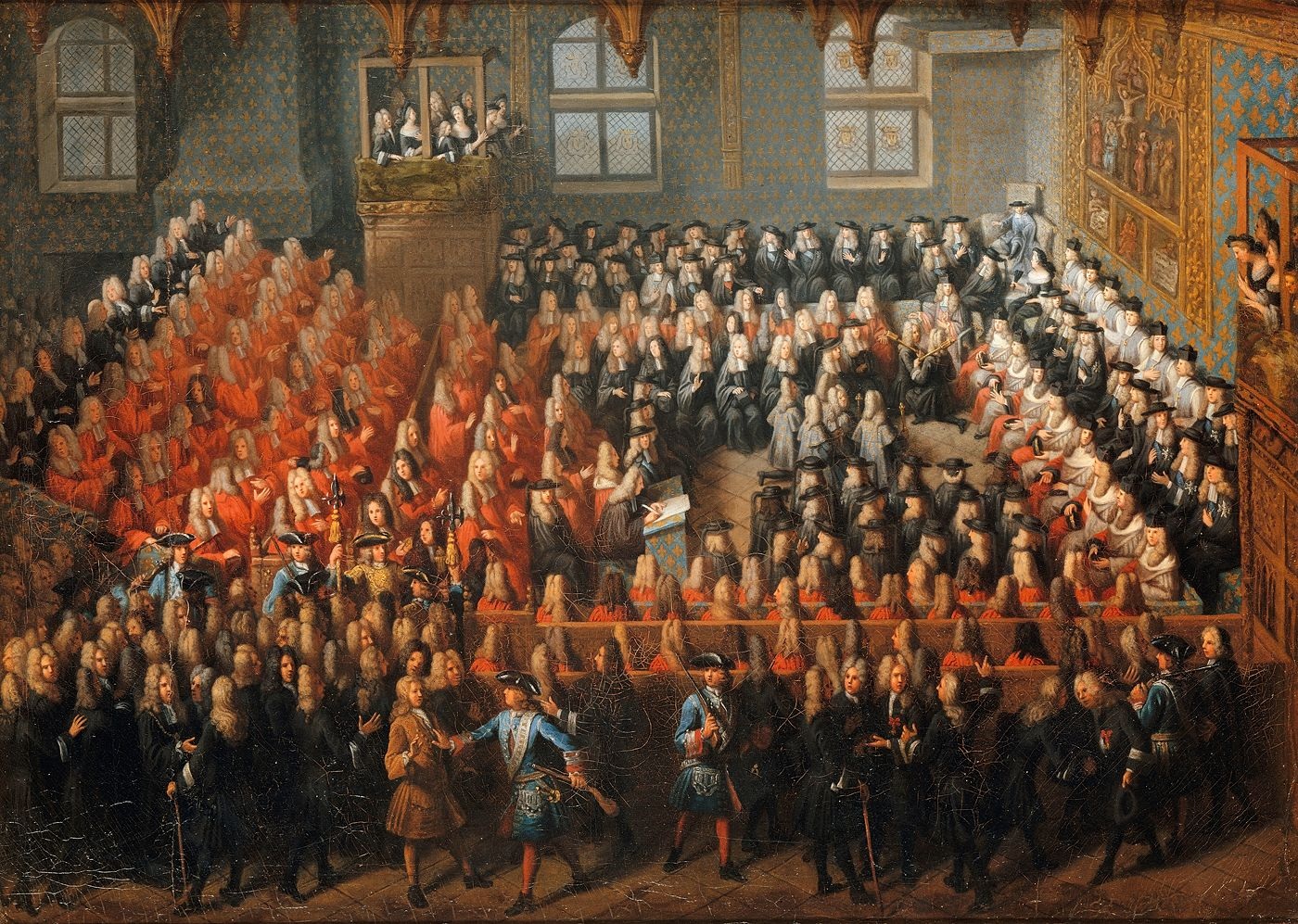
Lit de justice celebrada por Luis XV en el Parlamento de París en 1715. Vemos a los presidentes con morteros en la primera fila a la derecha de la mesa, identificables por su vestido rojo con capucha blanca y su mortero con ribete dorado colocado sobre sus rodillas.